# 下士別站
下士別站（日语：／ Shimo-shibetsu eki */?）曾是屬於北海道旅客鐵道（JR北海道）宗谷本線的車站，位於北海道士別市下士別町。車站編碼為W43，電報略號為シツ。本站已於2021年3月遭到廢站。
本站因位於士別及天鹽川的下流位置，故以「下士別」作為站名。

## 歷史
- 1955年12月2日：日本國有鐵道之下士別臨時停靠站啟用。
- 1959年11月1日：車站升級為下士別站。
- 1987年4月1日：正式民營化並進行分割，車站劃歸由JR北海道繼承。
- 2021年3月13日：隨時間表改正，車站被廢除[1][2]。

## 車站構造
本站在廢站前為配有側式月台1面1線的無人站，並在月台旁設置一間小型候車室。

## 車站周邊
本站位於名寄盆地的中央，同時有不少由天鹽川支流形成的池塘。附近主要為稻田，亦有小型店舖。
- 國道40號
- 北海道道925號武德下士別線
- 北海道道850號瑞生下士別線
- 下士別簡單郵局
- 士別市立下士別小學
- 道北巴士（日语：道北バス）、士別軌道（日语：士別軌道）「42線」車站

## 相鄰車站
北海道旅客鐵道（JR北海道）（廢站前）
■宗谷本線
快速「名寄」
通過
普通（一部分列車通過此站）
士別（W42）－下士別（W43）－多寄（W44）

## 外部連結
- （日語）JR北海道 – 下士別站（页面存档备份，存于）
- （日語）全驛參觀之旅（页面存档备份，存于）